# Сборная Таиланда по пляжному футболу
Сборная Таиланда по пляжному футболу — представляет Таиланд на международных соревнованиях по пляжному футболу. Контролируется футбольной ассоциацией Таиланда.

### Чемпионат мира
| Бразилия 1995   | Не участвовала         | Не участвовала         | Не участвовала         | Не участвовала         | Не участвовала         | Не участвовала         | Не участвовала         | Не участвовала         | Не участвовала         |
| Бразилия 1996   | Не участвовала         | Не участвовала         | Не участвовала         | Не участвовала         | Не участвовала         | Не участвовала         | Не участвовала         | Не участвовала         | Не участвовала         |
| Бразилия 1997   | Не участвовала         | Не участвовала         | Не участвовала         | Не участвовала         | Не участвовала         | Не участвовала         | Не участвовала         | Не участвовала         | Не участвовала         |
| Бразилия 1998   | Не участвовала         | Не участвовала         | Не участвовала         | Не участвовала         | Не участвовала         | Не участвовала         | Не участвовала         | Не участвовала         | Не участвовала         |
| Бразилия 1999   | Не участвовала         | Не участвовала         | Не участвовала         | Не участвовала         | Не участвовала         | Не участвовала         | Не участвовала         | Не участвовала         | Не участвовала         |
| Бразилия 2000   | Не участвовала         | Не участвовала         | Не участвовала         | Не участвовала         | Не участвовала         | Не участвовала         | Не участвовала         | Не участвовала         | Не участвовала         |
| Бразилия 2001   | Не участвовала         | Не участвовала         | Не участвовала         | Не участвовала         | Не участвовала         | Не участвовала         | Не участвовала         | Не участвовала         | Не участвовала         |
| Бразилия 2002   | 4-е место              | 5                      | 3                      | 2                      | 14                     | 21                     | -7                     |                        |                        |
| Бразилия 2003   | Не участвовала         | Не участвовала         | Не участвовала         | Не участвовала         | Не участвовала         | Не участвовала         | Не участвовала         | Не участвовала         | Не участвовала         |
| Бразилия 2004   | Не участвовала         | Не участвовала         | Не участвовала         | Не участвовала         | Не участвовала         | Не участвовала         | Не участвовала         | Не участвовала         | Не участвовала         |
| Бразилия 2005   | 11-е место             | 2                      | 0                      | 2                      | 3                      | 13                     | -10                    |                        |                        |
| Бразилия 2006   | Не участвовала         | Не участвовала         | Не участвовала         | Не участвовала         | Не участвовала         | Не участвовала         | Не участвовала         | Не участвовала         | Не участвовала         |
| Бразилия 2007   | Не участвовала         | Не участвовала         | Не участвовала         | Не участвовала         | Не участвовала         | Не участвовала         | Не участвовала         | Не участвовала         | Не участвовала         |
| Франция 2008    | Не участвовала         | Не участвовала         | Не участвовала         | Не участвовала         | Не участвовала         | Не участвовала         | Не участвовала         | Не участвовала         | Не участвовала         |
| ОАЭ 2009        | Не участвовала         | Не участвовала         | Не участвовала         | Не участвовала         | Не участвовала         | Не участвовала         | Не участвовала         | Не участвовала         | Не участвовала         |
| Италия 2011     | Не участвовала         | Не участвовала         | Не участвовала         | Не участвовала         | Не участвовала         | Не участвовала         | Не участвовала         | Не участвовала         | Не участвовала         |
| Таити 2013      | Не прошла квалификацию | Не прошла квалификацию | Не прошла квалификацию | Не прошла квалификацию | Не прошла квалификацию | Не прошла квалификацию | Не прошла квалификацию | Не прошла квалификацию | Не прошла квалификацию |
| Португалия 2015 | Не прошла квалификацию | Не прошла квалификацию | Не прошла квалификацию | Не прошла квалификацию | Не прошла квалификацию | Не прошла квалификацию | Не прошла квалификацию | Не прошла квалификацию | Не прошла квалификацию |
| Багамы 2017     | Не прошла квалификацию | Не прошла квалификацию | Не прошла квалификацию | Не прошла квалификацию | Не прошла квалификацию | Не прошла квалификацию | Не прошла квалификацию | Не прошла квалификацию | Не прошла квалификацию |
| Парагвай 2019   | Не прошла квалификацию | Не прошла квалификацию | Не прошла квалификацию | Не прошла квалификацию | Не прошла квалификацию | Не прошла квалификацию | Не прошла квалификацию | Не прошла квалификацию | Не прошла квалификацию |
| Россия 2021     | Не прошла квалификацию | Не прошла квалификацию | Не прошла квалификацию | Не прошла квалификацию | Не прошла квалификацию | Не прошла квалификацию | Не прошла квалификацию | Не прошла квалификацию | Не прошла квалификацию |
| Итого           | 2/20                   | 7                      | 2                      | 5                      | 17                     | 34                     | -17                    |                        |                        |

## Состав
Примечание: Флаги указываются, так как игрок может иметь более одного гражданства по правилам ФИФА.
| № |         | Позиция | Игрок            |
| - | ------- | ------- | ---------------- |
| 1 | Таиланд | Вр      | Чукат Чимвонг    |
| 2 | Таиланд | Нап     | Пракит Дангундот |
| 3 | Таиланд | Нап     | Нати Епон        |
| 4 | Таиланд | Защ     | Китин Лорянад    |
| 5 | Таиланд | Защ     | Понгсак Хонгкаев |
| 6 | Таиланд | ПЗ      | Манус Мадтоха    |
| 7 | Таиланд | ПЗ      | Пияпонг Сонгпьев |

| №  |         | Позиция | Игрок                 |
| -- | ------- | ------- | --------------------- |
| 8  | Таиланд | Защ     | Кирати Джонгсатисатин |
| 9  | Таиланд | Нап     | Танадон Парача        |
| 10 | Таиланд | Нап     | Комкрит Нанан         |
| 11 | Таиланд | Нап     | Чаттана               |
| 12 | Таиланд | Нап     | Паринья Пандии        |
| 13 | Таиланд | Нап     | Витун Таппина         |
| 14 | Таиланд | Нап     | Анупонг Прамане       |

Тренер:  Абольфазл Ходабандехлу